# District d'Ōno
Le district d'Ōno (大野郡, Ōno-gun) est un district de la préfecture de Gifu au Japon.

## Géographie
Le district d'Ōno est situé dans une région montagneuse proche du centre du Japon. Au 1er mai 2014, sa population était de 1 652 habitants pour une superficie de 356,55 km2.

## Commune du district
- Shirakawa